# 扎普魯德卡
50°55′7″N 29°50′49″E / 50.91861°N 29.84694°E
扎普魯德卡（烏克蘭語：Запрудка）是位於烏克蘭北部的村莊，由基辅州维什霍罗德区的伊萬基夫市鎮負責管轄。該村始建於十五世紀，面積2.5平方公里，海拔高度137米，2001年人口879。